# Saidpur (Ghazipur)
Saipur es  un pueblo y nagar Panchayat situado en el distrito de Ghazipur en el estado de Uttar Pradesh (India). Su población es de 24338 habitantes (2011). 

## Demografía
Según el  censo de 2011 la población de Saidpur era de 24338 habitantes, de los cuales 12716 eran hombres y 11622 eran mujeres. Saidpur tiene una tasa media de alfabetización del 76,58%, superior a la media estatal del 67,68%: la alfabetización masculina es del 84,28%, y la alfabetización femenina del 68,17%.